# Simulium fontinale
Simulium fontinale is een muggensoort uit de familie van de kriebelmuggen (Simuliidae). De wetenschappelijke naam van de soort is voor het eerst geldig gepubliceerd in 1948 door Radzivilovskaya.